# 해프너-사낙크-맥컬리 상수
해프너-사낙크-맥컬리 상수(Hafner–Sarnak–McCurley constant)는 확률을 나타내는 수학 상수로 무작위로 선택된 2개의 정사각형 정수 행렬에서 서로소가 될 가능성에 대한 정보를 나타내는 것이다.
확률은 수식에서의 행렬 크기 {\displaystyle n}에 의존한다.
{\displaystyle D(n)=\prod _{k=1}^{\infty }\left\{1-\left[1-\prod _{j=1}^{n}(1-p_{k}^{-j})\right]^{2}\right\}}
{\displaystyle D(n)=\prod _{k=1}^{\infty }\left\{1-\left[1-\prod _{j=1}^{n}\left(1-{{1} \over {p_{k}^{j}}}\right)\right]^{2}\right\}}
여기서{\displaystyle P_{k}}는 {\displaystyle k}번째 소수이다. 해프너 - 사낙크 - 맥컬리 상수는 {\displaystyle n}을 무한대로 확장시킴에 따라 표현의 한계치에 접근할 수 있다.
그 값은 대략 {\displaystyle 0.3532363719...(OEIS:A085849)}이다.

## 같이 보기
- 소수
- 사낙크 상수
- 쌍둥이 소수 상수